# Agenor Lafayette de Roure
Agenor Lafayette de Roure (Nova Friburgo, 28 de fevereiro de 1870 – Rio de Janeiro, 18 de março de 1935) foi um jornalista e político brasileiro.

## Vida
Filho de Ernesto de Roure, fazendeiro, e de Angelina de Roure, ambos suíços. Após tornar-se viúva, sua mãe teve novo casamento com outros dez filhos. Um deles, Heitor, foi pai de Ivan Mariz. Este sobrinho de Agenor viria a defender a Seleção Brasileira na primeira Copa do Mundo, em 1930.
Foi ministro da Fazenda do governo provisório do triunvirato de João de Deus Mena Barreto, Isaías de Noronha e Augusto Tasso Fragoso, de 25 de outubro a 4 de novembro de 1930. Foi também ministro do Tribunal de Contas da União (TCU), tendo ocupado a cadeira de presidente  no período de 1931 à 1934. 